# Jay Novacek
College Football Hall of Fame 2008
(en) Statistiques sur pro-football-reference
Jay McKinley Novacek, né le 24 octobre 1962 à Martin (Dakota du Sud) est un joueur américain de football américain qui évoluait au poste de tight end.

## Biographie
Novacek est né au Dakota du Sud mais grandit au Nebraska.
Au lycée, Novacek joue au football américain poste de quarterback et il est sélectionné dans l'équipe-type de l'État du Nebraska. Il est aussi doué pour la course de haies (il gagne le championnat de l'État), le basket-ball (il est sélectionné dans l'équipe-type de l'État) et le saut à la perche (il établit un record de l'État dans sa catégorie). En 1996, il est élu au Hall of Fame du sport lycéen du Nebraska.
Novacek choisit de jouer au football au niveau universitaire et rejoint l'équipe des Cowboys du Wyoming en 1982. L'équipe évolue alors dans la Western Athletic Conference (WAC). Au début Novacek joue split end mais est repositionné en tight end.
En 1984, Novacek est nommé dans la meilleure équipe-type de la WAC, ainsi que celle de l'All-American, il établit aussi le record du nombre de yards par réceptions pour un tight end avec 22,6. Novacek continue aussi de pratiquer d'autres sports à l'université du Wyoming : il remporte le titre WAC en décathlon et finit 4e au niveau national, il établit le record du nombre de points en décathlon de l'université et celui en saut à la perche. Il est de plus nommé All-American en athlétisme. En raison de ses nombreuses performances sportives, il est élu au College Football Hall of Fame en 1993,.
Novacek est sélectionné au 6e tour par les Cardinals de Saint-Louis lors de la draft 1985 de la NFL. Il y joue 5 saisons mais se fait peu remarquer. Lors de sa meilleure saison en 1988, il attrape 38 passes pour 569 yards et 4 touchdowns.
Il rejoint les Cowboys de Dallas en 1990. Novacek, grand et mobile, peut s'écarter de la ligne offensive et se rendre disponible pour une passe du quarterback Troy Aikman, en particulier sur les troisième tentatives. Il devient un joueur majeur de la ligne offensive des Cowboys, équipe qui va dominer la NFL au début des années 1990. Novacek participe au Pro Bowl de 1991 et 1995, il est aussi All-Pro en 1991 (seconde équipe), 1992 (première équipe), 1994 et 1995. Il est nommé tight end de l'année 1993 par la NFL. Avec les Cowboys, Novacek remporte les Super Bowls XXVII, XXVIII et XXX. Novacek, souffrant du dos, prend sa retraite sportive en juillet 1997.